# Маргарета фон Хоенберг-Ротенбург
Маргарета фон Хоенберг (на немски: Margaretha/Margarethe von Hohenberg; † 26 февруари 1419) е графиня от Хоенберг-Ротенбург и чрез женитби маркграфиня на Маркграфство Баден и графиня в Предна Австрия. Тя е прародител на ландграфовете от линията Клетгау на род фон Зулц.

## Произход
Тя е единственото дете на граф Рудолф III фон Хоенберг († 1389) и съпругата му графиня Ида фон Тогенбург († 1399), дъщеря на граф Фридрих V фон Тогенбург († 1364) и Кунигунда фон Фац († 1364).

## Фамилия
Първи брак: ок. 1 септември 1384 г. с маркграф Бернхард I фон Баден († 5 май 1431), големият син на маркграф Рудолф VI († 1372) и Матилда фон Спонхайм († 1410). Те нямат деца и през 1393 г. се развеждат.
Втори брак: пр. 20 април 1391 г. с граф Херман фон Зулц, ландграф в Клетгау († 1429), син на Рудолф I фон Зулц († 1406) и първата му съпруга Анна фон Валдбург († 1406). Te имат три деца:
- Рудолф III (* 1405, † 1431), ∞ 6 юли 1408 г. за Урсула фон Хабсбург-Лауфенбург († 1460), дъщеря на граф Йохан IV фон Хабсбург-Лауфенбург († 1408) и Агнес фон Хоен-Ланденберг († сл. 1431)
- Анна († 13 ноември 1438), ∞ 1406/пр. 8 януари 1407 г. за граф Фридрих XII фон Хоенцолерн († 1443)
- Хайнрих († 15 януари 1467), халбграф, ∞ I. Урсула, II. на 6 юли 1408 г. за Квитерия фон Мюнцинген († 1467/1494)